# Elecciones provinciales de Buenos Aires de 2007
Las elecciones en la provincia de Buenos Aires de 2007 se realizaron el 28 de octubre junto con las elecciones para cargos nacionales. Ese día se eligieron gobernador, vicegobernador, diputados y senadores provinciales y cargos municipales.
El resultado estableció que Daniel Scioli del Frente para la Victoria fuera elegido gobernador de Buenos Aires con el 48,24 % de los votos.

## Principales candidaturas

### Frente para la Victoria
| | |
| | |
| Daniel Scioli | Alberto Balestrini |
| para gobernador | para vicegobernador |
| | |
| Vicepresidente de la Nación Argentina (2003-2007) | Presidente de la Cámara de Diputados de la Nación Argentina (2005-2007) Intendente de La Matanza (1999-2005)                                                               |
| Partidos en la alianza: \| - Partido Justicialista - Partido de la Victoria - Partido Socialista - Partido Demócrata Cristiano - Frente Grande - Partido Intransigente - Movimiento Libres del Sur \| - Partido Conservador Popular - Polo Social - Partido Progreso Social - Movimiento Hacer por Buenos Aires - Integración y Movilidad Social - Memoria y Movilización Social \| | |
| - Partido Justicialista - Partido de la Victoria - Partido Socialista - Partido Demócrata Cristiano - Frente Grande - Partido Intransigente - Movimiento Libres del Sur | - Partido Conservador Popular - Polo Social - Partido Progreso Social - Movimiento Hacer por Buenos Aires - Integración y Movilidad Social - Memoria y Movilización Social |

### Frente Coalición Cívica
| |                                                                 |
| |                                                                 |
| Margarita Stolbizer | Jaime Linares                                                   |
| para gobernador | para vicegobernador                                             |
| |                                                                 |
| Diputada nacional por la provincia de Buenos Aires (1997-2005) | Diputado provincial de la provincia de Buenos Aires (2005-2011) |
| Partidos en la alianza: - Generación para un Encuentro Nacional - Afirmación para una República Igualitaria - Encuentro Popular - Movimiento Vecinalista Provincial - Voluntad para la Integración y el Desarrollo Auténtico |                                                                 |

### Unión-PRO
| |                                                                 |
| |                                                                 |
| Francisco de Narváez | Jorge Macri                                                     |
| para gobernador | para vicegobernador                                             |
| |                                                                 |
| Diputado nacional por la provincia de Buenos Aires (2005-2015)                                                                                   | Diputado provincial de la provincia de Buenos Aires (2005-2011) |
| Partidos en la alianza: - Unión Celeste y Blanco - Compromiso para el Cambio - Partido Popular Cristiano Bonaerense - Partido Nuevo Buenos Aires |                                                                 |

### Unión Cívica Radical
|                                                                 |                                                                |
| Ricardo Alfonsín                                                | Luis Brandoni                                                  |
| para gobernador                                                 | para vicegobernador                                            |
|                                                                 |                                                                |
| Diputado provincial de la provincia de Buenos Aires (1999-2003) | Diputado nacional por la provincia de Buenos Aires (1997-2001) |

### Sociedad Justa
| Sociedad Justa |                                                                |
| |                                                                |
| Jorge Sarghini | Carlos Brown                                                   |
| para gobernador | para vicegobernador                                            |
| |                                                                |
| Diputado de la Nación Argentina por la provincia de Buenos Aires (2005-2009) Ministro de Economía de la provincia de Buenos Aires (2002-2005) | Diputado nacional por la provincia de Buenos Aires (2001-2015) |
| Partidos en la alianza: - Partido Demócrata Progresista - Movimiento de Integración y Desarrollo - Partido Nacionalista Constitucional UNIR - Partido Demócrata Conservador - Movimiento Popular Bonaerense - Partido Auténtico - Partido Popular Cristiano Bonaerense |                                                                |

### Frente Justicia, Unión y Libertad
| |                           |
| |                           |
| Alieto Guadagni | Teresa González Fernández |
| para gobernador | para vicegobernador       |
| |                           |
| Secretario de Energía de la Nación Argentina (2002)                                                                            |                           |
| Partidos en la alianza: - Unión del Centro Democrático - Movimiento de Integración Federal - Movimiento por la Justicia Social |                           |

### Partido Unidad Federalista
| PAUFE                             |                      |
| Luis Patti                        | Adriana Tomaz        |
| para gobernador                   | para vicegobernadora |
|                                   |                      |
| Intendente de Escobar (1995-2003) |                      |

### Partido Socialista Auténtico
|                                                                |                     |
| Luis Brunati                                                   | Juan Ricci          |
| para gobernador                                                | para vicegobernador |
| Diputado nacional por la provincia de Buenos Aires (1989-1993) |                     |

### Frente Vamos
| VAMOS |                     |
| Independiente |                     |
| Juan Carlos Blumberg | Patricio Caselli    |
| para gobernador | para vicegobernador |
| |                     |
| Empresario | Empresario          |
| Partidos en la alianza: - Partido Federal - Movimiento de las Provincias Unidas - Partido Laborista de Buenos Aires - Unión Ciudadana |                     |

## Renovación legislativa
| Sección Electoral | Cámara de Diputados | Cámara de Diputados | Senado    | Senado    |
| Sección Electoral | Diputados           | A renovar           | Senadores | A renovar |
| ----------------- | ------------------- | ------------------- | --------- | --------- |
| 1                 | 15                  | 15                  | 8         | —         |
| 2                 | 11                  | —                   | 5         | 5         |
| 3                 | 18                  | —                   | 9         | 9         |
| 4                 | 14                  | 14                  | 7         | —         |
| 5                 | 11                  | 11                  | 5         | —         |
| 6                 | 11                  | —                   | 6         | 6         |
| 7                 | 6                   | 6                   | 3         | —         |
| 8 - Capital       | 6                   | —                   | 3         | 3         |
| Total             | 92                  | 46                  | 46        | 23        |

## Resultados

### Gobernador y vicegobernador
| Fórmula               | Fórmula                   | Partido/Alianza       | Partido/Alianza                                           | Votos      | %     |
| Gobernador            | Vicegobernador            | Partido/Alianza       | Partido/Alianza                                           | Votos      | %     |
| --------------------- | ------------------------- | --------------------- | --------------------------------------------------------- | ---------- | ----- |
| Daniel Scioli         | Alberto Balestrini        |                       | Frente para la Victoria                                   | 3.376.795  | 48,24 |
| Margarita Stolbizer   | Jaime Linares             |                       | Frente Coalición Cívica                                   | 1.158.672  | 16,55 |
| Francisco de Narváez  | Jorge Macri               |                       | Unión PRO                                                 | 1.047.126  | 14,96 |
| Ricardo Alfonsín      | Luis Brandoni             |                       | Unión Cívica Radical                                      | 350.227    | 5,00  |
| Jorge Sarghini        | Carlos Brown              |                       | Sociedad Justa                                            | 203.057    | 2,90  |
| Alieto Guadagni       | Teresa González Fernández |                       | Frente Justicia, Unión y Libertad                         | 173.187    | 2,47  |
| Luis Patti            | Adriana Tomaz             |                       | Partido Unidad Federalista                                | 171.667    | 2,45  |
| Luis Brunati          | Juan Ricci                |                       | Partido Socialista Auténtico                              | 121.777    | 1,74  |
| Juan Carlos Blumberg  | Patricio Caselli          |                       | VAMOS                                                     | 88.180     | 1,26  |
| Carlos Tinnirello     | Gustavo Giménez           |                       | Movimiento Socialista de los Trabajadores                 | 69.303     | 0,99  |
| Sergio Nahabetián     | Héctor Tumini             |                       | Recrear para el Crecimiento                               | 64.990     | 0,93  |
| Daniel Rapanelli      | Nora Biaggio              |                       | Partido Obrero                                            | 55.073     | 0,79  |
| Edgardo Rodríguez     | Juan Carlos Giordano      |                       | Frente PTS - MAS - Izquierda Socialista                   | 44.765     | 0,64  |
| Daniel Herrera        | Luis Fernández            |                       | Unión Popular                                             | 25.215     | 0,36  |
| Guillermo Sullings    | José Lualdi               |                       | Partido de los Comunistas de la Provincia de Buenos Aires | 25.107     | 0,36  |
| Nina Pelozo           | Ricardo Lombardi          |                       | Movimiento Independiente de Jubilados y Desocupados       | 24.773     | 0,35  |
| Votos positivos       | Votos positivos           | Votos positivos       | Votos positivos                                           | 6.999.914  | 87,72 |
| Votos en blanco       | Votos en blanco           | Votos en blanco       | Votos en blanco                                           | 913.214    | 11,44 |
| Votos nulos           | Votos nulos               | Votos nulos           | Votos nulos                                               | 66.814     | 0,84  |
| Participación         | Participación             | Participación         | Participación                                             | 7.979.942  | 77,26 |
| Electores registrados | Electores registrados     | Electores registrados | Electores registrados                                     | 10.328.444 | 100   |
| Fuente:               |                           |                       |                                                           |            |       |

### Cámara de Diputados
| ← 2005 · Cámara de Diputados · 2009 → | ← 2005 · Cámara de Diputados · 2009 →                     | ← 2005 · Cámara de Diputados · 2009 → | ← 2005 · Cámara de Diputados · 2009 → | ← 2005 · Cámara de Diputados · 2009 → |
| Partido/Alianza                       | Partido/Alianza                                           | Votos                                 | %                                     | Bancas                                |
| ------------------------------------- | --------------------------------------------------------- | ------------------------------------- | ------------------------------------- | ------------------------------------- |
|                                       | Frente para la Victoria                                   | 1.547.326                             | 47,93                                 | 26/46                                 |
|                                       | Frente Coalición Cívica                                   | 591.067                               | 18,31                                 | 11/46                                 |
|                                       | Unión PRO                                                 | 361.681                               | 11,20                                 | 7/46                                  |
|                                       | Sociedad Justa/Concertación para una Nación Avanzada      | 257.059                               | 7,96                                  | 4/46                                  |
|                                       | Frente Justicia, Unión y Libertad                         | 92.917                                | 2,88                                  |                                       |
|                                       | Partido Unidad Federalista                                | 77.306                                | 2,39                                  |                                       |
|                                       | Partido Socialista Auténtico                              | 61.351                                | 1,90                                  |                                       |
|                                       | Unión Cívica Radical                                      | 48.193                                | 1,49                                  | 2/46                                  |
|                                       | Recrear para el Crecimiento                               | 40.809                                | 1,26                                  |                                       |
|                                       | Movimiento Socialista de los Trabajadores                 | 35.186                                | 1,09                                  |                                       |
|                                       | VAMOS                                                     | 29.959                                | 0,93                                  |                                       |
|                                       | Partido Obrero                                            | 26.625                                | 0,82                                  |                                       |
|                                       | Frente PTS - MAS - Izquierda Socialista                   | 21.630                                | 0,67                                  |                                       |
|                                       | Partido de los Comunistas de la Provincia de Buenos Aires | 12.147                                | 0,38                                  |                                       |
|                                       | Movimiento Independiente de Jubilados y Desocupados       | 10.822                                | 0,34                                  |                                       |
|                                       | Unión Popular                                             | 9.034                                 | 0,28                                  |                                       |
|                                       | Convocatoria de Integración Ciudadana                     | 5.337                                 | 0,17                                  |                                       |
| Votos positivos                       | Votos positivos                                           | 3.228.449                             | 80,27                                 |                                       |
| Votos en blanco                       | Votos en blanco                                           | 762.658                               | 18,96                                 |                                       |
| Votos nulos                           | Votos nulos                                               | 30.659                                | 0,76                                  |                                       |
| Participación                         | Participación                                             | 4.021.766                             | 76,95                                 |                                       |
| Electores registrados                 | Electores registrados                                     | 5.226.770                             | 100                                   |                                       |
| Fuente:                               |                                                           |                                       |                                       |                                       |

#### Resultados por secciones electorales

Secciones electorales de Buenos Aires:
1ª Sección
2ª Sección
3ª Sección
4ª Sección
5ª Sección
6ª Sección
7ª Sección
8ª Sección/Capital

| 1.ª Sección Electoral 15 Diputados | 1.ª Sección Electoral 15 Diputados                        | 1.ª Sección Electoral 15 Diputados                        | 1.ª Sección Electoral 15 Diputados | 1.ª Sección Electoral 15 Diputados | 1.ª Sección Electoral 15 Diputados | 1.ª Sección Electoral 15 Diputados |
| Partido/Alianza                    | Partido/Alianza                                           | Partido/Alianza                                           | Votos                              | %                                  | Bancas                             | Electos |
| ---------------------------------- | --------------------------------------------------------- | --------------------------------------------------------- | ---------------------------------- | ---------------------------------- | ---------------------------------- | --- |
|                                    | Frente para la Victoria                                   | Frente para la Victoria                                   | 1.058.788                          | 47,69                              | 8/15                               | Ver electos: - Jorge Rubén Varela - Horacio Ramiro González - Sandra Cruz - Francisco Antón La Porta - Guido Martín Lorenzino Matta - Adriana Valeria Toloza - Horacio Eugenio de Simone - Alfredo Mario Antonuccio |
|                                    | Frente Coalición Cívica                                   | Frente Coalición Cívica                                   | 384.853                            | 17,33                              | 3/15                               | Ver electos: - Liliana Alicia Piani - Juan Carlos Juárez - Sebastián Javier Cinquerrui |
|                                    | Unión PRO                                                 | Unión PRO                                                 | 275.467                            | 12,41                              | 2/15                               | - Ramiro Tagliaferro - Damián Cardoso |
|                                    | Concertación para una Nación Avanzada                     | Concertación para una Nación Avanzada                     | 166.370                            | 7,49                               | 2/15                               | - Ángel Gabriel Villegas - Cecilia Moreau |
|                                    | Partido Unidad Federalista                                | Partido Unidad Federalista                                | 68.458                             | 3,08                               |                                    | |
|                                    | Frente Justicia, Unión y Libertad                         | Frente Justicia, Unión y Libertad                         | 64.605                             | 2,91                               |                                    | |
|                                    | Partido Socialista Auténtico                              | Partido Socialista Auténtico                              | 48.073                             | 2,17                               |                                    | |
|                                    | Recrear para el Crecimiento                               | Recrear para el Crecimiento                               | 32.224                             | 1,45                               |                                    | |
|                                    | Movimiento Socialista de los Trabajadores                 | Movimiento Socialista de los Trabajadores                 | 29.288                             | 1,32                               |                                    | |
|                                    | VAMOS                                                     | VAMOS                                                     | 24.467                             | 1,10                               |                                    | |
|                                    | Partido Obrero                                            | Partido Obrero                                            | 21.271                             | 0,96                               |                                    | |
|                                    | Frente PTS - MAS - Izquierda Socialista                   | Frente PTS - MAS - Izquierda Socialista                   | 16.449                             | 0,74                               |                                    | |
|                                    | Unión Popular                                             | Unión Popular                                             | 9.034                              | 0,41                               |                                    | |
|                                    | Partido de los Comunistas de la Provincia de Buenos Aires | Partido de los Comunistas de la Provincia de Buenos Aires | 8.641                              | 0,39                               |                                    | |
|                                    | Movimiento Independiente de Jubilados y Desocupados       | Movimiento Independiente de Jubilados y Desocupados       | 8.502                              | 0,38                               |                                    | |
|                                    | Convocatoria de Integración Ciudadana                     | Convocatoria de Integración Ciudadana                     | 3.629                              | 0,16                               |                                    | |
| Votos positivos                    | Votos positivos                                           | Votos positivos                                           | 2.220.119                          | 81,31                              |                                    | |
| Votos en blanco                    | Votos en blanco                                           | Votos en blanco                                           | 490.004                            | 17,95                              |                                    | |
| Votos nulos                        | Votos nulos                                               | Votos nulos                                               | 20.442                             | 0,75                               |                                    | |
| Participación                      | Participación                                             | Participación                                             | 2.730.565                          | 77,06                              |                                    | |
| Electores registrados              | Electores registrados                                     | Electores registrados                                     | 3.543.636                          | 100                                |                                    | |
| 4.ª Sección Electoral 14 Diputados |                                                           |                                                           |                                    |                                    |                                    | |
| Partido/Alianza                    | Partido/Alianza                                           | Partido/Alianza                                           | Votos                              | %                                  | Bancas                             | Electos |
|                                    | Frente para la Victoria                                   | Frente para la Victoria                                   | 160.069                            | 53,87                              | 9/14                               | Ver electos: - Emilio Monzó - Julián Domínguez - Graciela Mirta Rolandi - Roberto Jorge Passo - Darío Oscar Duretti - Marta Susana Medici - Rodolfo Remo Arata - Horacio Guillermo Delgado - Silvia Raquel Crocco   |
|                                    | Frente Coalición Cívica                                   | Frente Coalición Cívica                                   | 51.976                             | 17,49                              | 3/14                               | Ver electos: - Abel Eduardo Buil - Maricel Etchecoin Moro - Abel Paulino Miguel |
|                                    | Unión Cívica Radical                                      | Unión Cívica Radical                                      | 30.869                             | 10,39                              | 2/14                               | - Juan José Cavallari - Gustavo H. Zuccari |
|                                    | Unión PRO                                                 | Unión PRO                                                 | 20.670                             | 6,96                               |                                    | |
|                                    | Frente Justicia, Unión y Libertad                         | Frente Justicia, Unión y Libertad                         | 9.636                              | 3,24                               |                                    | |
|                                    | Sociedad Justa                                            | Sociedad Justa                                            | 8.967                              | 3,02                               |                                    | |
|                                    |                                                           | Recrear para el Crecimiento                               | 2.881                              | 0,97                               |                                    | |
|                                    | Partido Unidad Federalista                                | 2.342                                                     | 0,79                               |                                    |                                    | |
| Total alianza                      | Total alianza                                             | Total alianza                                             | 5.223                              | 1,76                               |                                    | |
|                                    | Partido Socialista Auténtico                              | Partido Socialista Auténtico                              | 2.491                              | 0,84                               |                                    | |
|                                    | Frente PTS - MAS - Izquierda Socialista                   | Frente PTS - MAS - Izquierda Socialista                   | 1.589                              | 0,53                               |                                    | |
|                                    | Partido Obrero                                            | Partido Obrero                                            | 1.240                              | 0,42                               |                                    | |
|                                    | VAMOS                                                     | VAMOS                                                     | 1.172                              | 0,39                               |                                    | |
|                                    | Movimiento Socialista de los Trabajadores                 | Movimiento Socialista de los Trabajadores                 | 1.097                              | 0,37                               |                                    | |
|                                    | Partido de los Comunistas de la Provincia de Buenos Aires | Partido de los Comunistas de la Provincia de Buenos Aires | 916                                | 0,31                               |                                    | |
|                                    | Movimiento Independiente de Jubilados y Desocupados       | Movimiento Independiente de Jubilados y Desocupados       | 743                                | 0,25                               |                                    | |
|                                    | Convocatoria de Integración Ciudadana                     | Convocatoria de Integración Ciudadana                     | 460                                | 0,15                               |                                    | |
| Votos positivos                    | Votos positivos                                           | Votos positivos                                           | 297.118                            | 81,39                              |                                    | |
| Votos en blanco                    | Votos en blanco                                           | Votos en blanco                                           | 65.664                             | 17,99                              |                                    | |
| Votos nulos                        | Votos nulos                                               | Votos nulos                                               | 2.280                              | 0,62                               |                                    | |
| Participación                      | Participación                                             | Participación                                             | 365.062                            | 80,37                              |                                    | |
| Electores registrados              | Electores registrados                                     | Electores registrados                                     | 454.235                            | 100                                |                                    | |
| 5.ª Sección Electoral 11 Diputados |                                                           |                                                           |                                    |                                    |                                    | |
| Partido/Alianza                    | Partido/Alianza                                           | Partido/Alianza                                           | Votos                              | %                                  | Bancas                             | Electos |
|                                    | Frente para la Victoria                                   | Frente para la Victoria                                   | 259.555                            | 45,99                              | 5/11                               | Ver electos: - Juan de Jesús - Tomás Hogan - Julia Magdalena García - Daniel José Rodríguez - Juan Antonio Garivoto                                                                                                 |
|                                    | Frente Coalición Cívica                                   | Frente Coalición Cívica                                   | 117.207                            | 20,77                              | 3/11                               | Ver electos: - Armando Daniel Abruza - Carlos Alberto Nivio (PS) - Ana María de Otazúa |
|                                    | Concertación para una Nación Avanzada                     | Concertación para una Nación Avanzada                     | 78.143                             | 13,85                              | 2/11                               | - Ricardo Javier Jano - Juan Alberto Gobbi |
|                                    | Unión PRO                                                 | Unión PRO                                                 | 51.594                             | 9,14                               | 1/11                               | - Carlos Ramiro Gutiérrez |
|                                    | Frente Justicia, Unión y Libertad                         | Frente Justicia, Unión y Libertad                         | 18.676                             | 3,31                               |                                    | |
|                                    | Partido Socialista Auténtico                              | Partido Socialista Auténtico                              | 9.831                              | 1,74                               |                                    | |
|                                    | Partido Unidad Federalista                                | Partido Unidad Federalista                                | 6.506                              | 1,15                               |                                    | |
|                                    | Recrear para el Crecimiento                               | Recrear para el Crecimiento                               | 4.808                              | 0,85                               |                                    | |
|                                    | VAMOS                                                     | VAMOS                                                     | 3.610                              | 0,64                               |                                    | |
|                                    | Movimiento Socialista de los Trabajadores                 | Movimiento Socialista de los Trabajadores                 | 3.340                              | 0,59                               |                                    | |
|                                    | Partido Obrero                                            | Partido Obrero                                            | 3.193                              | 0,57                               |                                    | |
|                                    | Frente PTS - MAS - Izquierda Socialista                   | Frente PTS - MAS - Izquierda Socialista                   | 3.046                              | 0,54                               |                                    | |
|                                    | Partido de los Comunistas de la Provincia de Buenos Aires | Partido de los Comunistas de la Provincia de Buenos Aires | 2.345                              | 0,42                               |                                    | |
|                                    | Movimiento Independiente de Jubilados y Desocupados       | Movimiento Independiente de Jubilados y Desocupados       | 1.577                              | 0,28                               |                                    | |
|                                    | Convocatoria de Integración Ciudadana                     | Convocatoria de Integración Ciudadana                     | 966                                | 0,17                               |                                    | |
| Votos positivos                    | Votos positivos                                           | Votos positivos                                           | 564.397                            | 76,43                              |                                    | |
| Votos en blanco                    | Votos en blanco                                           | Votos en blanco                                           | 167.562                            | 22,69                              |                                    | |
| Votos nulos                        | Votos nulos                                               | Votos nulos                                               | 6.492                              | 0,88                               |                                    | |
| Participación                      | Participación                                             | Participación                                             | 738.451                            | 74,34                              |                                    | |
| Electores registrados              | Electores registrados                                     | Electores registrados                                     | 993.343                            | 100                                |                                    | |
| 7.ª Sección Electoral 6 Diputados  |                                                           |                                                           |                                    |                                    |                                    | |
| Partido/Alianza                    | Partido/Alianza                                           | Partido/Alianza                                           | Votos                              | %                                  | Bancas                             | Electos |
|                                    | Frente para la Victoria                                   | Frente para la Victoria                                   | 68.914                             | 46,94                              | 4/6                                | Ver electos: - Patricio Sebastián López Mancinelli - Martín Miguel Nicolás Ferré - Alicia Ester Tabarés - Mario Oscar Cura                                                                                          |
|                                    | Frente Coalición Cívica                                   | Frente Coalición Cívica                                   | 37.031                             | 25,22                              | 2/6                                | - José Luis Comparato - Jorge Jesús Cravero |
|                                    | Unión Cívica Radical                                      | Unión Cívica Radical                                      | 17.324                             | 11,80                              |                                    | |
|                                    | Unión PRO                                                 | Unión PRO                                                 | 13.950                             | 9,50                               |                                    | |
|                                    | Sociedad Justa                                            | Sociedad Justa                                            | 3.579                              | 2,44                               |                                    | |
|                                    | Movimiento Socialista de los Trabajadores                 | Movimiento Socialista de los Trabajadores                 | 1.461                              | 1,00                               |                                    | |
|                                    | Partido Socialista Auténtico                              | Partido Socialista Auténtico                              | 956                                | 0,65                               |                                    | |
|                                    | Partido Obrero                                            | Partido Obrero                                            | 921                                | 0,63                               |                                    | |
|                                    | Recrear para el Crecimiento                               | Recrear para el Crecimiento                               | 896                                | 0,61                               |                                    | |
|                                    | VAMOS                                                     | VAMOS                                                     | 710                                | 0,48                               |                                    | |
|                                    | Frente PTS - MAS - Izquierda Socialista                   | Frente PTS - MAS - Izquierda Socialista                   | 546                                | 0,37                               |                                    | |
|                                    | Convocatoria de Integración Ciudadana                     | Convocatoria de Integración Ciudadana                     | 282                                | 0,19                               |                                    | |
|                                    | Partido de los Comunistas de la Provincia de Buenos Aires | Partido de los Comunistas de la Provincia de Buenos Aires | 245                                | 0,17                               |                                    | |
| Votos positivos                    | Votos positivos                                           | Votos positivos                                           | 146.815                            | 78,22                              |                                    | |
| Votos en blanco                    | Votos en blanco                                           | Votos en blanco                                           | 39.428                             | 21,01                              |                                    | |
| Votos nulos                        | Votos nulos                                               | Votos nulos                                               | 1.445                              | 0,77                               |                                    | |
| Participación                      | Participación                                             | Participación                                             | 187.688                            | 79,68                              |                                    | |
| Electores registrados              | Electores registrados                                     | Electores registrados                                     | 235.556                            | 100                                |                                    | |

### Senado
| ← 2005 · Senado · 2009 → | ← 2005 · Senado · 2009 →                                  | ← 2005 · Senado · 2009 → | ← 2005 · Senado · 2009 → | ← 2005 · Senado · 2009 → |
| Partido/Alianza          | Partido/Alianza                                           | Votos                    | %                        | Bancas                   |
| ------------------------ | --------------------------------------------------------- | ------------------------ | ------------------------ | ------------------------ |
|                          | Frente para la Victoria                                   | 1.583.856                | 48,94                    | 13/23                    |
|                          | Frente Coalición Cívica                                   | 583.877                  | 18,04                    | 8/23                     |
|                          | Unión PRO                                                 | 348.433                  | 10,77                    | 2/23                     |
|                          | Sociedad Justa/Concertación para una Nación Avanzada      | 225.254                  | 6,96                     |                          |
|                          | Frente Justicia, Unión y Libertad                         | 74.179                   | 2,29                     |                          |
|                          | Partido Socialista Auténtico                              | 66.073                   | 2,04                     |                          |
|                          | Unión Cívica Radical                                      | 49.211                   | 1,52                     |                          |
|                          | Partido Progreso Social                                   | 46.126                   | 1,43                     |                          |
|                          | Movimiento Socialista de los Trabajadores                 | 39.848                   | 1,23                     |                          |
|                          | Recrear para el Crecimiento                               | 35.532                   | 1,10                     |                          |
|                          | Partido Obrero                                            | 31.557                   | 0,98                     |                          |
|                          | VAMOS                                                     | 29.611                   | 0,91                     |                          |
|                          | Partido Unidad Federalista                                | 27.565                   | 0,85                     |                          |
|                          | Frente PTS - MAS - Izquierda Socialista                   | 25.010                   | 0,77                     |                          |
|                          | Frente Grande                                             | 22.239                   | 0,69                     |                          |
|                          | Partido de los Comunistas de la Provincia de Buenos Aires | 14.886                   | 0,46                     |                          |
|                          | Movimiento Independiente de Jubilados y Desocupados       | 12.330                   | 0,38                     |                          |
|                          | Unión Popular                                             | 9.649                    | 0,30                     |                          |
|                          | Partido Socialista                                        | 6.076                    | 0,19                     |                          |
|                          | Convocatoria de Integración Ciudadana                     | 5.108                    | 0,16                     |                          |
| Votos positivos          | Votos positivos                                           | 3.236.420                | 81,77                    |                          |
| Votos en blanco          | Votos en blanco                                           | 686.141                  | 17,33                    |                          |
| Votos nulos              | Votos nulos                                               | 35.615                   | 0,90                     |                          |
| Participación            | Participación                                             | 3.958.176                | 77,59                    |                          |
| Electores registrados    | Electores registrados                                     | 5.101.674                | 100                      |                          |
| Fuentes:                 |                                                           |                          |                          |                          |

#### Resultados por secciones electorales
| 2.ª Sección Electoral 5 Senadores         | 2.ª Sección Electoral 5 Senadores                         | 2.ª Sección Electoral 5 Senadores                         | 2.ª Sección Electoral 5 Senadores | 2.ª Sección Electoral 5 Senadores | 2.ª Sección Electoral 5 Senadores | 2.ª Sección Electoral 5 Senadores |
| Partido/Alianza                           | Partido/Alianza                                           | Partido/Alianza                                           | Votos                             | %                                 | Bancas                            | Electos |
| ----------------------------------------- | --------------------------------------------------------- | --------------------------------------------------------- | --------------------------------- | --------------------------------- | --------------------------------- | --- |
|                                           | Frente para la Victoria                                   | Frente para la Victoria                                   | 186.937                           | 58,50                             | 3/5                               | Ver electos: - Ricardo Ángel Bozzani - Carlos Horacio Ferreyra - Edda Evangelina Acuña                                                   |
|                                           | Frente Coalición Cívica                                   | Frente Coalición Cívica                                   | 67.506                            | 21,12                             | 2/5                               | - Andrés M. Antedoménico - Gerardo Marcelo Reverberi                                                                                     |
|                                           | Concertación para una Nación Avanzada                     | Concertación para una Nación Avanzada                     | 27.145                            | 8,49                              |                                   | |
|                                           | Unión PRO                                                 | Unión PRO                                                 | 18.198                            | 5,69                              |                                   | |
|                                           | Partido Socialista Auténtico                              | Partido Socialista Auténtico                              | 6.143                             | 1,92                              |                                   | |
|                                           | Partido Unidad Federalista                                | Partido Unidad Federalista                                | 3.041                             | 0,95                              |                                   | |
|                                           | Recrear para el Crecimiento                               | Recrear para el Crecimiento                               | 1.973                             | 0,62                              |                                   | |
|                                           | Movimiento Socialista de los Trabajadores                 | Movimiento Socialista de los Trabajadores                 | 1.759                             | 0,55                              |                                   | |
|                                           | VAMOS                                                     | VAMOS                                                     | 1.739                             | 0,54                              |                                   | |
|                                           | Partido Obrero                                            | Partido Obrero                                            | 1.710                             | 0,54                              |                                   | |
|                                           | Frente PTS - MAS - Izquierda Socialista                   | Frente PTS - MAS - Izquierda Socialista                   | 1.384                             | 0,43                              |                                   | |
|                                           | Partido de los Comunistas de la Provincia de Buenos Aires | Partido de los Comunistas de la Provincia de Buenos Aires | 1.173                             | 0,37                              |                                   | |
|                                           | Movimiento Independiente de Jubilados y Desocupados       | Movimiento Independiente de Jubilados y Desocupados       | 851                               | 0,27                              |                                   | |
| Votos positivos                           | Votos positivos                                           | Votos positivos                                           | 319.559                           | 78,89                             |                                   | |
| Votos en blanco                           | Votos en blanco                                           | Votos en blanco                                           | 82.673                            | 20,41                             |                                   | |
| Votos nulos                               | Votos nulos                                               | Votos nulos                                               | 2.833                             | 0,70                              |                                   | |
| Participación                             | Participación                                             | Participación                                             | 405.065                           | 80,45                             |                                   | |
| Electores registrados                     | Electores registrados                                     | Electores registrados                                     | 503.529                           | 100                               |                                   | |
| 3.ª Sección Electoral 9 Senadores         |                                                           |                                                           |                                   |                                   |                                   | |
| Partido/Alianza                           | Partido/Alianza                                           | Partido/Alianza                                           | Votos                             | %                                 | Bancas                            | Electos |
|                                           | Frente para la Victoria                                   | Frente para la Victoria                                   | 1.191.044                         | 51,90                             | 5/9                               | Ver electos: - Jorge Luis Pirozzolo - Marta Elena Helguero - Federico C. Scarabino - Cristina Beatriz Fioramonti - Roberto Felipe Ravale |
|                                           | Frente Coalición Cívica                                   | Frente Coalición Cívica                                   | 364.910                           | 15,90                             | 2/9                               | - Daniel Alejandro Expósito - Fernando Raúl López Villa                                                                                  |
|                                           | Unión PRO                                                 | Unión PRO                                                 | 271.378                           | 11,82                             | 2/9                               | - Antonio Armando Nieto - Viviana Mónica Arcidiacono                                                                                     |
|                                           | Concertación para una Nación Avanzada                     | Concertación para una Nación Avanzada                     | 177.686                           | 7,74                              |                                   | |
|                                           | Frente Justicia, Unión y Libertad                         | Frente Justicia, Unión y Libertad                         | 60.389                            | 2,63                              |                                   | |
|                                           | Partido Socialista Auténtico                              | Partido Socialista Auténtico                              | 46.085                            | 2,01                              |                                   | |
|                                           | Movimiento Socialista de los Trabajadores                 | Movimiento Socialista de los Trabajadores                 | 32.761                            | 1,43                              |                                   | |
|                                           |                                                           | Recrear para el Crecimiento                               | 26.749                            | 1,17                              |                                   | |
|                                           | Partido Unidad Federalista                                | 21.521                                                    | 0,94                              |                                   |                                   | |
| Total alianza                             | Total alianza                                             | Total alianza                                             | 48.270                            | 2,11                              |                                   | |
|                                           | Partido Obrero                                            | Partido Obrero                                            | 24.489                            | 1,07                              |                                   | |
|                                           | VAMOS                                                     | VAMOS                                                     | 23.094                            | 1,01                              |                                   | |
|                                           | Frente PTS - MAS - Izquierda Socialista                   | Frente PTS - MAS - Izquierda Socialista                   | 19.649                            | 0,86                              |                                   | |
|                                           | Partido de los Comunistas de la Provincia de Buenos Aires | Partido de los Comunistas de la Provincia de Buenos Aires | 11.550                            | 0,50                              |                                   | |
|                                           | Movimiento Independiente de Jubilados y Desocupados       | Movimiento Independiente de Jubilados y Desocupados       | 10.356                            | 0,45                              |                                   | |
|                                           | Unión Popular                                             | Unión Popular                                             | 9.649                             | 0,42                              |                                   | |
|                                           | Convocatoria de Integración Ciudadana                     | Convocatoria de Integración Ciudadana                     | 3.749                             | 0,16                              |                                   | |
| Votos positivos                           | Votos positivos                                           | Votos positivos                                           | 2.295.059                         | 82,87                             |                                   | |
| Votos en blanco                           | Votos en blanco                                           | Votos en blanco                                           | 448.710                           | 16,20                             |                                   | |
| Votos nulos                               | Votos nulos                                               | Votos nulos                                               | 25.635                            | 0,93                              |                                   | |
| Participación                             | Participación                                             | Participación                                             | 2.769.404                         | 77,33                             |                                   | |
| Electores registrados                     | Electores registrados                                     | Electores registrados                                     | 3.581.080                         | 100                               |                                   | |
| 6.ª Sección Electoral 6 Senadores         |                                                           |                                                           |                                   |                                   |                                   | |
| Partido/Alianza                           | Partido/Alianza                                           | Partido/Alianza                                           | Votos                             | %                                 | Bancas                            | Electos |
|                                           | Frente para la Victoria                                   | Frente para la Victoria                                   | 147.558                           | 45,32                             | 4/6                               | Ver electos: - Carlos Alberto Mosse - Roberto Osvaldo Fernández - Elsa Strizzi - Santiago Andrés Nardelli                                |
|                                           | Frente Coalición Cívica                                   | Frente Coalición Cívica                                   | 81.832                            | 25,13                             | 2/6                               | - Roberto Oscar Molini - José María Segatori Zingoni                                                                                     |
|                                           | Unión Cívica Radical                                      | Unión Cívica Radical                                      | 35.072                            | 10,77                             |                                   | |
|                                           | Unión PRO                                                 | Unión PRO                                                 | 25.401                            | 7,80                              |                                   | |
|                                           | Sociedad Justa                                            | Sociedad Justa                                            | 9.922                             | 3,05                              |                                   | |
|                                           | Frente Justicia, Unión y Libertad                         | Frente Justicia, Unión y Libertad                         | 7.698                             | 2,36                              |                                   | |
|                                           | Partido Socialista Auténtico                              | Partido Socialista Auténtico                              | 3.271                             | 1,00                              |                                   | |
|                                           | Recrear para el Crecimiento                               | Recrear para el Crecimiento                               | 3.236                             | 0,99                              |                                   | |
|                                           | Partido Obrero                                            | Partido Obrero                                            | 3.094                             | 0,95                              |                                   | |
|                                           | VAMOS                                                     | VAMOS                                                     | 2.596                             | 0,80                              |                                   | |
|                                           | Frente PTS - MAS - Izquierda Socialista                   | Frente PTS - MAS - Izquierda Socialista                   | 1.786                             | 0,55                              |                                   | |
|                                           | Movimiento Socialista de los Trabajadores                 | Movimiento Socialista de los Trabajadores                 | 1.504                             | 0,46                              |                                   | |
|                                           | Convocatoria de Integración Ciudadana                     | Convocatoria de Integración Ciudadana                     | 1.359                             | 0,42                              |                                   | |
|                                           | Partido de los Comunistas de la Provincia de Buenos Aires | Partido de los Comunistas de la Provincia de Buenos Aires | 1.295                             | 0,40                              |                                   | |
| Votos positivos                           | Votos positivos                                           | Votos positivos                                           | 325.624                           | 76,16                             |                                   | |
| Votos en blanco                           | Votos en blanco                                           | Votos en blanco                                           | 98.303                            | 22,99                             |                                   | |
| Votos nulos                               | Votos nulos                                               | Votos nulos                                               | 3.635                             | 0,85                              |                                   | |
| Participación                             | Participación                                             | Participación                                             | 427.562                           | 76,65                             |                                   | |
| Electores registrados                     | Electores registrados                                     | Electores registrados                                     | 557.836                           | 100                               |                                   | |
| 8.ª Sección Electoral/Capital 3 Senadores |                                                           |                                                           |                                   |                                   |                                   | |
| Partido/Alianza                           | Partido/Alianza                                           | Partido/Alianza                                           | Votos                             | %                                 | Bancas                            | Electos |
|                                           | Frente Coalición Cívica                                   | Frente Coalición Cívica                                   | 69.629                            | 23,51                             | 2/3                               | - Luis Porfirio Malagamba - Javier Arturo Mor Roig                                                                                       |
|                                           | Frente para la Victoria                                   | Frente para la Victoria                                   | 58.317                            | 19,69                             | 1/3                               | - Guido Miguel Carlotto |
|                                           | Partido Progreso Social                                   | Partido Progreso Social                                   | 46.126                            | 15,57                             |                                   | |
|                                           | Unión PRO                                                 | Unión PRO                                                 | 33.456                            | 11,30                             |                                   | |
|                                           | Frente Grande                                             | Frente Grande                                             | 22.239                            | 7,51                              |                                   | |
|                                           | Unión Cívica Radical                                      | Unión Cívica Radical                                      | 14.139                            | 4,77                              |                                   | |
|                                           | Partido Socialista Auténtico                              | Partido Socialista Auténtico                              | 10.574                            | 3,57                              |                                   | |
|                                           | Sociedad Justa                                            | Sociedad Justa                                            | 10.501                            | 3,55                              |                                   | |
|                                           | Frente Justicia, Unión y Libertad                         | Frente Justicia, Unión y Libertad                         | 6.092                             | 2,06                              |                                   | |
|                                           | Partido Socialista                                        | Partido Socialista                                        | 6.076                             | 2,05                              |                                   | |
|                                           | Movimiento Socialista de los Trabajadores                 | Movimiento Socialista de los Trabajadores                 | 3.824                             | 1,29                              |                                   | |
|                                           | Recrear para el Crecimiento                               | Recrear para el Crecimiento                               | 3.574                             | 1,21                              |                                   | |
|                                           | Partido Unidad Federalista                                | Partido Unidad Federalista                                | 3.003                             | 1,01                              |                                   | |
|                                           | Partido Obrero                                            | Partido Obrero                                            | 2.264                             | 0,76                              |                                   | |
|                                           | Frente PTS - MAS - Izquierda Socialista                   | Frente PTS - MAS - Izquierda Socialista                   | 2.191                             | 0,74                              |                                   | |
|                                           | VAMOS                                                     | VAMOS                                                     | 2.182                             | 0,74                              |                                   | |
|                                           | Movimiento Independiente de Jubilados y Desocupados       | Movimiento Independiente de Jubilados y Desocupados       | 1.123                             | 0,38                              |                                   | |
|                                           | Partido de los Comunistas de la Provincia de Buenos Aires | Partido de los Comunistas de la Provincia de Buenos Aires | 868                               | 0,29                              |                                   | |
| Votos positivos                           | Votos positivos                                           | Votos positivos                                           | 296.178                           | 83,16                             |                                   | |
| Votos en blanco                           | Votos en blanco                                           | Votos en blanco                                           | 56.455                            | 15,85                             |                                   | |
| Votos nulos                               | Votos nulos                                               | Votos nulos                                               | 3.512                             | 0,99                              |                                   | |
| Participación                             | Participación                                             | Participación                                             | 356.145                           | 77,55                             |                                   | |
| Electores registrados                     | Electores registrados                                     | Electores registrados                                     | 459.229                           | 100                               |                                   | |

## Elecciones municipales
Las elecciones municipales de la provincia de Buenos Aires de 2007 se realizaron el 28 de octubre de 2007. Se eligieron 134 intendentes, 1.030 concejales y 387 consejeros escolares.
| Municipio | Intendente electo              | Partido | Partido                                        | Alianza/Afiliación | Alianza/Afiliación         |
| --- | ------------------------------ | ------- | ---------------------------------------------- | ------------------ | -------------------------- |
| Adolfo Alsina | Alberto Gutt R                 |         | Partido Justicialista                          |                    | Frente para la Victoria    |
| Adolfo Gonzales Chaves | Luis Daniel Vissani            |         | Unión Vecinal de Adolfo González Chaves        |                    | Vecinalismo                |
| Alberti | Leonel Omar Zacca R            |         | Partido Justicialista                          |                    | Frente para la Victoria    |
| Almirante Brown | Rubén Darío Giustozzi          |         | Partido de la Victoria                         |                    | Frente para la Victoria    |
| Arrecifes | Daniel Néstor Bolinaga         |         | Partido de la Victoria                         |                    | Frente para la Victoria    |
| Avellaneda | Baldomero Álvarez de Olivera R |         | Partido Justicialista                          |                    | Frente para la Victoria    |
| Ayacucho | Darío David R                  |         | Partido Justicialista                          |                    | Frente para la Victoria    |
| Azul | Omar Arnaldo Duclós R          |         | Generación para un Encuentro Nacional          |                    | Frente Coalición Cívica    |
| Bahía Blanca | Cristian Breitenstein          |         | Partido Justicialista                          |                    | Frente para la Victoria    |
| Balcarce | José Luis Pérez                |         | Partido de la Victoria                         |                    | Frente para la Victoria    |
| Baradero | Aldo M. Carossi                |         | Partido de la Victoria                         |                    | Frente para la Victoria    |
| Benito Juárez | Pedro Arnaldo Gamaleri         |         | Unión Cívica Radical                           |                    | —                          |
| Berazategui | Juan José Mussi R              |         | Partido Justicialista                          |                    | Frente para la Victoria    |
| Berisso | Enrique Alfredo Slezack R      |         | Partido de la Victoria                         |                    | Frente para la Victoria    |
| Bolívar | Juan Carlos Simón R            |         | Unión Cívica Radical                           |                    | —                          |
| Bragado | Aldo Omar San Pedro            |         | Partido de la Victoria                         |                    | Frente para la Victoria    |
| Brandsen | Carlos Alberto García R        |         | Unión Cívica Radical                           |                    | —                          |
| Campana (ver detalle) | Stella Maris Giroldi           |         | Partido Justicialista                          |                    | Frente para la Victoria    |
| Cañuelas | Gustavo Héctor Arrieta         |         | Partido de la Victoria                         |                    | Frente para la Victoria    |
| Capitán Sarmiento | Oscar Darío Ostoich            |         | Movimiento H.A.C.E.R. por Buenos Aires         |                    | Frente para la Victoria    |
| Carlos Casares | Omar Ángel Foglia R            |         | Agrupación Municipal Casarense                 |                    | Frente Coalición Cívica    |
| Carlos Tejedor | María Celia Gianini            |         | Partido Justicialista                          |                    | Frente para la Victoria    |
| Carmen de Areco | Marcelo Alejandro Skansi       |         | Nueva Alternativa Carmeña                      |                    | Vecinalismo                |
| Castelli | Edgardo Antonio Larraza R      |         | Integración y Movilidad Social                 |                    | Frente para la Victoria    |
| Chacabuco | Rubén Darío Golia R            |         | Partido Justicialista                          |                    | Frente para la Victoria    |
| Chascomús | Liliana Elsa Denot R           |         | Unión Cívica Radical                           |                    | —                          |
| Chivilcoy | Ariel Fabián Franetovich R     |         | Partido Justicialista                          |                    | Frente para la Victoria    |
| Colón | Ricardo Miguel Casi R          |         | Partido de la Victoria                         |                    | Frente para la Victoria    |
| Coronel Dorrego | Fabián Andrés Zorzano          |         | Unión Cívica Radical                           |                    | —                          |
| Coronel Pringles | Aldo Luis Mensi R              |         | Unión Cívica Radical                           |                    | —                          |
| Coronel Rosales | Néstor Hugo Starc R            |         | Integración Vecinalista Rosaleña               |                    | Vecinalismo                |
| Coronel Suárez | Ricardo Alejo Moccero R        |         | Movimiento H.A.C.E.R. por Buenos Aires         |                    | Frente para la Victoria    |
| Daireaux | Luis Alberto Oliver R          |         | Unión Cívica Radical                           |                    | —                          |
| Dolores | Luis María Camilo Etchevarren  |         | Afirmación para una República Igualitaria      |                    | Frente Coalición Cívica    |
| Ensenada (ver detalle) | Mario Carlos Secco R           |         | Partido de la Victoria                         |                    | Frente para la Victoria    |
| Escobar (ver detalle) | Sandro Adrián Guzmán           |         | Partido Unidad Federalista                     |                    | —                          |
| Esteban Echeverría | Fernando Javier Gray           |         | Partido Justicialista                          |                    | Frente para la Victoria    |
| Exaltación de la Cruz | Horacio Alberto Errazú R       |         | Partido Justicialista                          |                    | Frente para la Victoria    |
| Ezeiza | Alejandro Granados R           |         | Partido Justicialista                          |                    | Frente para la Victoria    |
| Florencio Varela | Julio César Pereyra R          |         | Partido Justicialista                          |                    | Frente para la Victoria    |
| Florentino Ameghino | Andrea Fabiana García R        |         | Partido Justicialista                          |                    | Frente para la Victoria    |
| General Alvarado | Patricio Hogan                 |         | Partido de la Victoria                         |                    | Frente para la Victoria    |
| General Alvear | Gustavo Horacio Marcos         |         | Partido de la Victoria                         |                    | Frente para la Victoria    |
| General Arenales | José María Medina              |         | Partido de la Victoria                         |                    | Frente para la Victoria    |
| General Belgrano | Germán Enrique Cestona         |         | Partido Justicialista                          |                    | Frente para la Victoria    |
| General Guido | Aníbal Eugenio Loubet R        |         | Unión Cívica Radical                           |                    | —                          |
| General La Madrid | Juan Carlos Pellitta           |         | Partido Justicialista                          |                    | Frente para la Victoria    |
| General Las Heras | Juan Carlos Caló R             |         | Partido Justicialista                          |                    | Frente para la Victoria    |
| General Lavalle | Guillermo Daniel Marchi        |         | Partido de la Victoria                         |                    | Frente para la Victoria    |
| General Madariaga | Raúl Adrián Mircovich          |         | Partido Justicialista                          |                    | Frente para la Victoria    |
| General Paz | Juan Carlos Veramendi          |         | Partido Justicialista                          |                    | Frente para la Victoria    |
| General Pinto (ver detalle) | Alexis Guerrera R              |         | Partido Justicialista                          |                    | Frente para la Victoria    |
| General Pueyrredón (ver detalle) | Gustavo Arnaldo Pulti          |         | Acción Marplatense                             |                    | Vecinalismo                |
| General Rodríguez | Jorge Marcelo Coronel R        |         | Partido Justicialista                          |                    | Frente para la Victoria    |
| General San Martín (ver detalle) | Ricardo Leonardo Ivoskus R     |         | San Martín con Honestidad y Trabajo            |                    | Frente Cívico Concertación |
| General Viamonte | Juan Carlos Bartoletti         |         | Partido Justicialista                          |                    | Frente para la Victoria    |
| General Villegas | Gilberto Oscar Alegre R        |         | Partido Justicialista                          |                    | Frente para la Victoria    |
| Guaminí | Carlos Alberto Cordero R       |         | Unión y Alianza 2007                           |                    | Vecinalismo                |
| Hipólito Yrigoyen | Enrique Tkacik R               |         | Generación para un Encuentro Nacional          |                    | Frente Coalición Cívica    |
| Hurlingham | Luis Emilio Acuña R            |         | Partido Justicialista                          |                    | Frente para la Victoria    |
| Ituzaingó | Alberto Daniel Descalzo R      |         | Partido Justicialista                          |                    | Frente para la Victoria    |
| José C. Paz | Mario Alberto Ishii R          |         | Partido Justicialista                          |                    | Frente para la Victoria    |
| Junín | Mario Andrés Meoni R           |         | Junin por Todos                                |                    | Frente Cívico Concertación |
| La Costa | Juan Pablo de Jesús            |         | Partido Justicialista                          |                    | Frente para la Victoria    |
| La Matanza (ver detalle) | Tomás Fernando Espinoza        |         | Partido Justicialista                          |                    | Frente para la Victoria    |
| La Plata (ver detalle) | Oscar Pablo Bruera             |         | Partido Justicialista                          |                    | Frente para la Victoria    |
| Lanús | Darío Hugo Diaz Perez          |         | Partido de la Victoria                         |                    | Frente para la Victoria    |
| Laprida | Alfredo Rubén Fisher           |         | Partido Justicialista                          |                    | Frente para la Victoria    |
| Las Flores | Alberto César Gelené           |         | Partido Justicialista                          |                    | Frente para la Victoria    |
| Leandro N. Alem | Alberto Rubén Conocchiari R    |         | Unión por Todos                                |                    | Frente Cívico Concertación |
| Lincoln | Jorge Abel Fernández R         |         | Partido Justicialista                          |                    | Frente para la Victoria    |
| Lobería | Hugo César Rodríguez R         |         | Partido Justicialista                          |                    | Frente para la Victoria    |
| Lobos | Gustavo Rubén Sobrero R        |         | Partido Justicialista                          |                    | Frente para la Victoria    |
| Lomas de Zamora | Jorge Omar Rossi               |         | Partido Justicialista                          |                    | Frente para la Victoria    |
| Luján | Graciela Zulema Rosso          |         | Partido Justicialista                          |                    | Frente para la Victoria    |
| Magdalena | Fernando Gabriel Carballo R    |         | Partido Justicialista                          |                    | Frente para la Victoria    |
| Maipú | Aníbal Rappallini              |         | Unión Cívica Radical                           |                    | —                          |
| Malvinas Argentinas (ver detalle) | Jesús Cataldo Cariglino R      |         | Partido Justicialista                          |                    | Frente para la Victoria    |
| Mar Chiquita | Jorge Alberto Paredi R         |         | Partido de la Victoria                         |                    | Frente para la Victoria    |
| Marcos Paz | Ricardo Curutchet R            |         | Concertación por Marcos Paz                    |                    | Frente Cívico Concertación |
| Mercedes | Carlos Américo Selva R         |         | Partido de la Victoria                         |                    | Frente para la Victoria    |
| Merlo | Raúl Alfredo Othacehé R        |         | Partido Justicialista                          |                    | Frente para la Victoria    |
| Monte | Raúl Carlos Iribarne           |         | Concertación para Una Nación Avanzada          |                    | Unión Cívica Radical       |
| Monte Hermoso | Enrique Alejandro Dichiara     |         | Partido Justicialista                          |                    | Frente para la Victoria    |
| Moreno | Andrés Roberto Arregui         |         | Partido Justicialista                          |                    | Frente para la Victoria    |
| Morón | Martín Sabbatella R            |         | Nuevo Morón                                    |                    | Vecinalismo                |
| Navarro | Alfredo Castellari R           |         | Unión Cívica Radical                           |                    | —                          |
| Necochea (ver detalle) | Daniel Anselmo Molina R        |         | Unión Cívica Radical                           |                    | —                          |
| Nueve de Julio | Walter Roberto Battistella     |         | Unión Cívica Radical                           |                    | —                          |
| Olavarría | José María Eseverri            |         | Partido de la Victoria                         |                    | Frente para la Victoria    |
| Patagones | Ricardo Néstor Curetti R       |         | Partido Justicialista                          |                    | Frente para la Victoria    |
| Pehuajó | Pablo Javier Zurro             |         | Partido Justicialista                          |                    | Frente para la Victoria    |
| Pellegrini | Miguel Ángel Pacheco           |         | Unión Cívica Radical                           |                    | —                          |
| Pergamino | Héctor María Gutiérrez R       |         | Integración Cívica Pergaminense                |                    | Frente Cívico Concertación |
| Pila | Gustavo Alfredo Walker R       |         | Partido Justicialista                          |                    | Frente para la Victoria    |
| Pilar | Humberto Edgardo Zúccaro R     |         | Partido Justicialista                          |                    | Frente para la Victoria    |
| Pinamar | Roberto Martín Porretti        |         | Partido Justicialista                          |                    | Frente para la Victoria    |
| Presidente Perón | Alfonso Aníbal Regueiro R      |         | Ciudadanos Libres para el Cambio               |                    | Frente para la Victoria    |
| Puan | Horacio Luis López R           |         | Frente Vecinal para el Crecimiento             |                    | Unión Cívica Radical       |
| Punta Indio | Héctor Daniel Equiza R         |         | Unión Cívica Radical                           |                    | —                          |
| Quilmes | Francisco Virgilio Gutiérrez   |         | Polo Social                                    |                    | Frente para la Victoria    |
| Ramallo | Walter Ariel Santalla R        |         | Acción por Ramallo                             |                    | Frente Cívico Concertación |
| Rauch | Jorge Mario Ugarte R           |         | Partido Justicialista                          |                    | Frente para la Victoria    |
| Rivadavia | Sergio Omar Buil R             |         | Rivadavia Primero                              |                    | Frente Coalición Cívica    |
| Rojas | Norberto Aloé R                |         | Partido de la Victoria                         |                    | Frente para la Victoria    |
| Roque Pérez | Hugo Pablo Oreja R             |         | Partido de la Victoria                         |                    | Frente para la Victoria    |
| Saavedra | Rubén Carlos Grenada R         |         | Generación para un Encuentro Nacional          |                    | Frente Coalición Cívica    |
| Saladillo | Carlos Antonio Gorosito R      |         | Unión Cívica Radical                           |                    | —                          |
| Salliqueló | Osvaldo Enrique Cattaneo R     |         | Unión Cívica Radical                           |                    | —                          |
| Salto | Victorio Carlos Migliaro       |         | Partido Justicialista                          |                    | Frente para la Victoria    |
| San Andrés de Giles | Luis Alberto Ghione R          |         | Partido de la Victoria                         |                    | Frente para la Victoria    |
| San Antonio de Areco | María Ester Lennon             |         | Acción Comunal por San Antonio de Areco        |                    | Unión Cívica Radical       |
| San Cayetano | Miguel Ángel Gargaglione       |         | Unión Cívica Radical                           |                    | —                          |
| San Fernando (ver detalle) | Gerardo Osvaldo Amieiro R      |         | Partido Justicialista                          |                    | Frente para la Victoria    |
| San Isidro (ver detalle) | Ángel Gustavo Posse R          |         | Acción Vecinal San Isidro es Distinto          |                    | Frente Cívico Concertación |
| San Miguel (ver detalle) | Joaquín de la Torre            |         | Partido de la Victoria                         |                    | Frente para la Victoria    |
| San Nicolás | Marcelo Alberto Carignani R    |         | Partido Justicialista                          |                    | Frente para la Victoria    |
| San Pedro | Mario Leandro Barbieri R       |         | Acción por San Pedro                           |                    | Frente Cívico Concertación |
| San Vicente | Antonio Daniel Di Sabatino     |         | Partido de la Victoria                         |                    | Frente para la Victoria    |
| Suipacha | Juan Antonio Delfino R         |         | Partido Justicialista                          |                    | Frente para la Victoria    |
| Tandil | Miguel Ángel Lunghi R          |         | Unión Cívica Radical                           |                    | —                          |
| Tapalqué | Gustavo Rodolfo Cocconi        |         | Partido Justicialista                          |                    | Frente para la Victoria    |
| Tigre (ver detalle) | Sergio Tomás Massa             |         | Partido Justicialista                          |                    | Frente para la Victoria    |
| Tordillo | Héctor Aníbal Olivera          |         | Partido Justicialista                          |                    | Frente para la Victoria    |
| Tornquist | Gustavo Guillermo Trankels     |         | Partido Justicialista                          |                    | Frente para la Victoria    |
| Trenque Lauquen | Jorge Alberto Barracchia       |         | Partido de la Victoria                         |                    | Frente para la Victoria    |
| Tres Arroyos | Carlos Alberto Sánchez R       |         | Movimiento Vecinal del Partido de Tres Arroyos |                    | Vecinalismo                |
| Tres de Febrero (ver detalle) | Hugo Omar Curto R              |         | Partido Justicialista                          |                    | Frente para la Victoria    |
| Tres Lomas | Mario Luis Espada R            |         | Primero Tres Lomas                             |                    | Unión Cívica Radical       |
| Veinticinco de Mayo | Mariano Horacio Grau R         |         | Generación para un Encuentro Nacional          |                    | Frente Coalición Cívica    |
| Vicente López (ver detalle) | Enrique García R               |         | Frente Comunal de Vicente López                |                    | Frente Cívico Concertación |
| Villa Gesell | Jorge Luis Rodríguez Erneta    |         | Partido Justicialista                          |                    | Frente para la Victoria    |
| Villarino | Raúl Roberto Mujica            |         | Integración y Movilidad Social                 |                    | Frente para la Victoria    |
| Zárate (ver detalle) | Osvaldo Raúl Cáffaro           |         | Nuevo Zárate                                   |                    | Vecinalismo                |
| R: Reelecto |                                |         |                                                |                    |                            |
| Cursiva: La coalición participó dividida o no participó en la elección del municipio, sin embargo, el partido apoya o forma parte de la coalición a nivel provinicial. |                                |         |                                                |                    |                            |
| Fuente: Junta Electoral de la Provincia de Buenos Aires |                                |         |                                                |                    |                            |